# Сан-Себастьян
Сан-Себастья́н, также Доно́стия-Сан-Себастья́н (баск. Donostia, исп. San Sebastián, оба названия имеют официальный статус), — город в Стране Басков (Испания), административный центр провинции Гипускоа.
Муниципалитет находится в составе района (комарки) Сан-Себастьян.
Население — 182,9 тыс. жителей (2005).
Культурная столица Европы 2016 года вместе с городом Вроцлав.

## История
Самым фешенебельным и престижным курортом Испании на берегу Бискайского залива Сан-Себастьян стал благодаря супруге императора Наполеона III Евгении Монтихо, которая впервые перенесла в близлежащий Биарриц императорский двор.
В XVII веке Сан-Себастьян был важным портом Испании.

## Культура и искусство
В 1919 году в Сан-Себастьяне будущее национальное достояние Испании Кристобаль Баленсиага открывает свой первый Дом моды Баленсиага.

### Фестивали

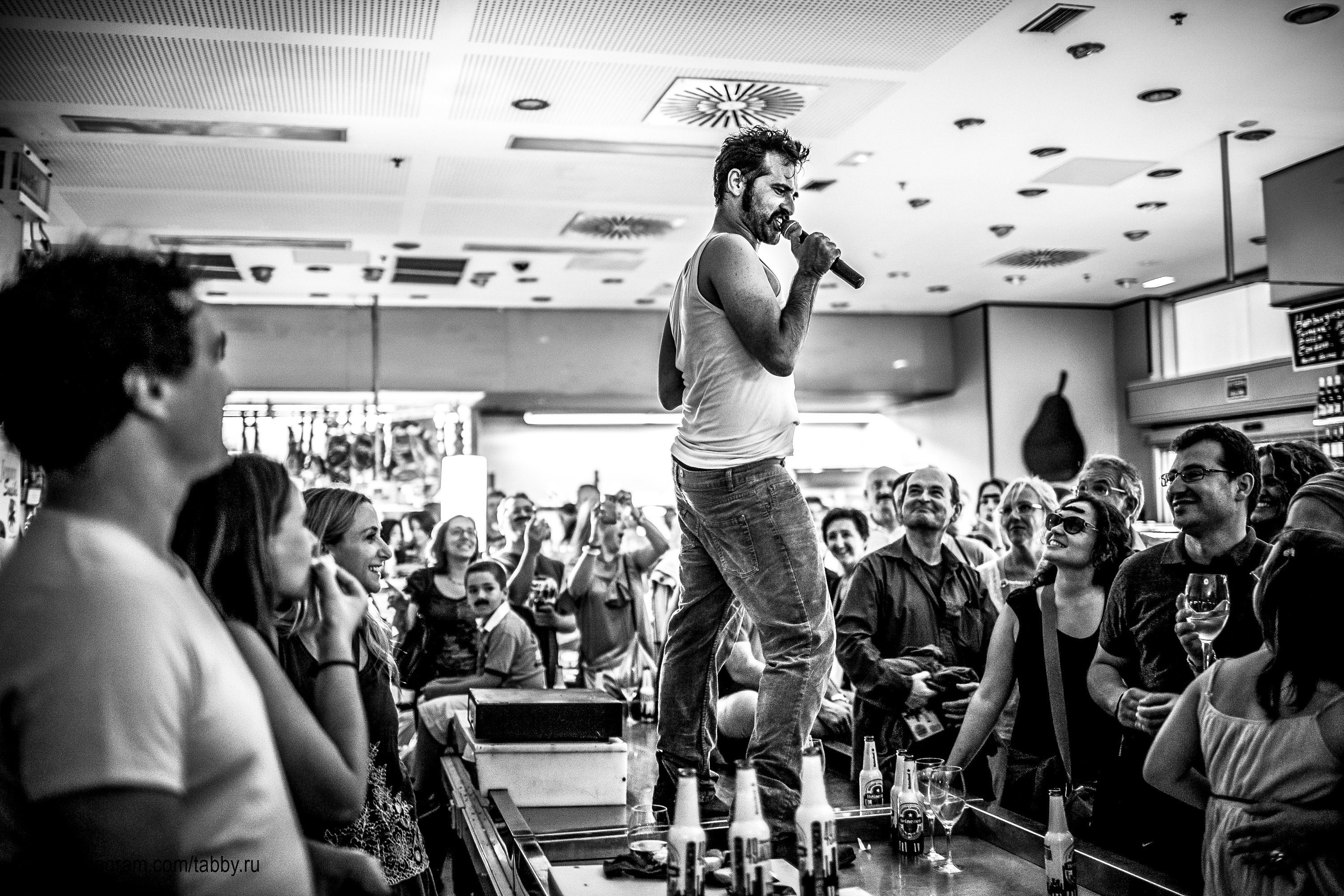
Ежегодный джазовый фестиваль Jazzaldia

Ежегодно 20 января в Сан-Себастьяне проводится народное празднество Тамборрада.
В Сан-Себастьяне проходят несколько престижных международных фестивалей:
- Международный кинофестиваль в Сан-Себастьяне.
Фестиваль основан в 1953 году. Проходит ежегодно в конце сентября. Это важнейший кинофестиваль Испании и испаноязычных стран и один из старейших и важнейших в Европе.
- Фестиваль фильмов ужасов и фэнтези в Сан-Себастьяне.
Фестиваль проводится с 1990 года. Проходит ежегодно в конце октября.
- Международный джазовый фестиваль Jazzaldia.
Проводится с 1966 года и является одним из самых главных джазовых фестивалей в Европе.

## Музеи
- Историко-художественный музей Сан-Тельмо
- Морской музей с аквариумом

## Спорт
Является городом основания футбольного клуба «Реал Сосьедад» — двукратного Чемпиона Испании и трёхкратного обладателя Кубка Короля.
С 1981 года в окрестностях города проводится ежегодная классическая однодневная велогонка Классика Сан-Себастьяна.

## Достопримечательности
- Бухта в форме раковины и пляжи на её берегу Ла-Конча — главная достопримечательность Сан-Себастьяна.
- Дворец конгрессов «Курсааль».
- Замок Ла-Мота и статуя Иисуса Христа на вершине горы Ургуль с северной стороны бухты.
- С южной стороны бухты — фуникулёр «Игуэльдо» и на горе Игуэльдо (Monte Igueldo) парк развлечений.
- Остров Санта-Клара в бухте.
- Церковь Сан-Висенте, старейшее здание города.
- Неоготический городской собор Буэн-Пастор.
- Пляж Сурриола.

## Фотогалерея

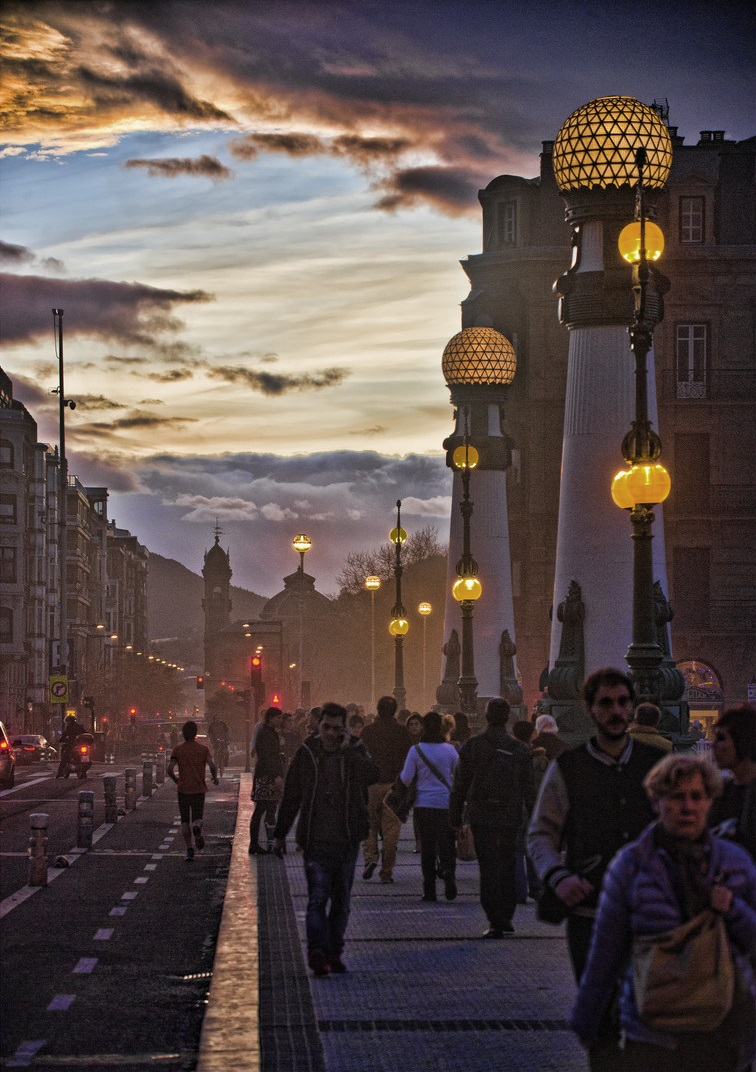
На улице
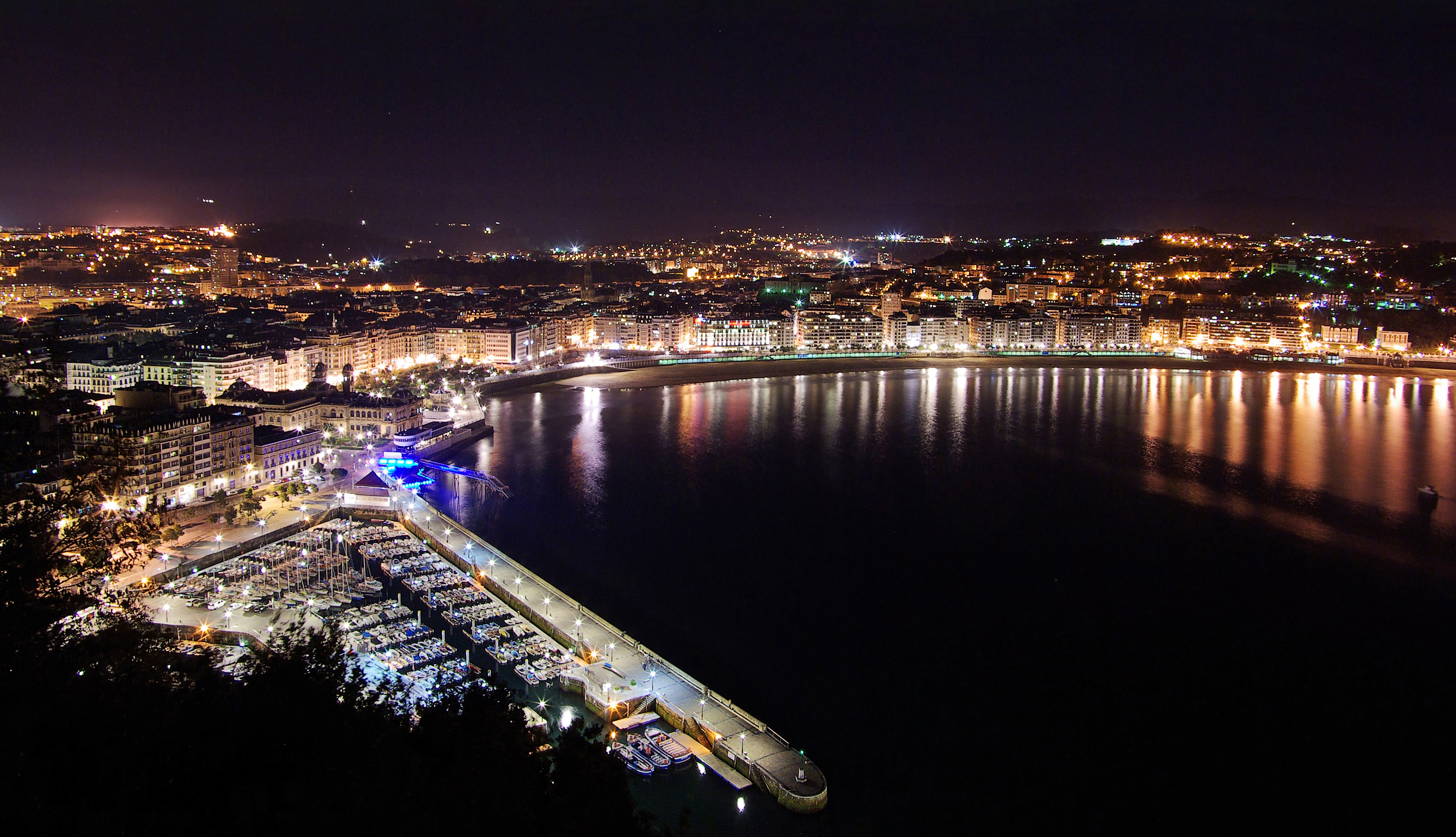
Ночной вид города
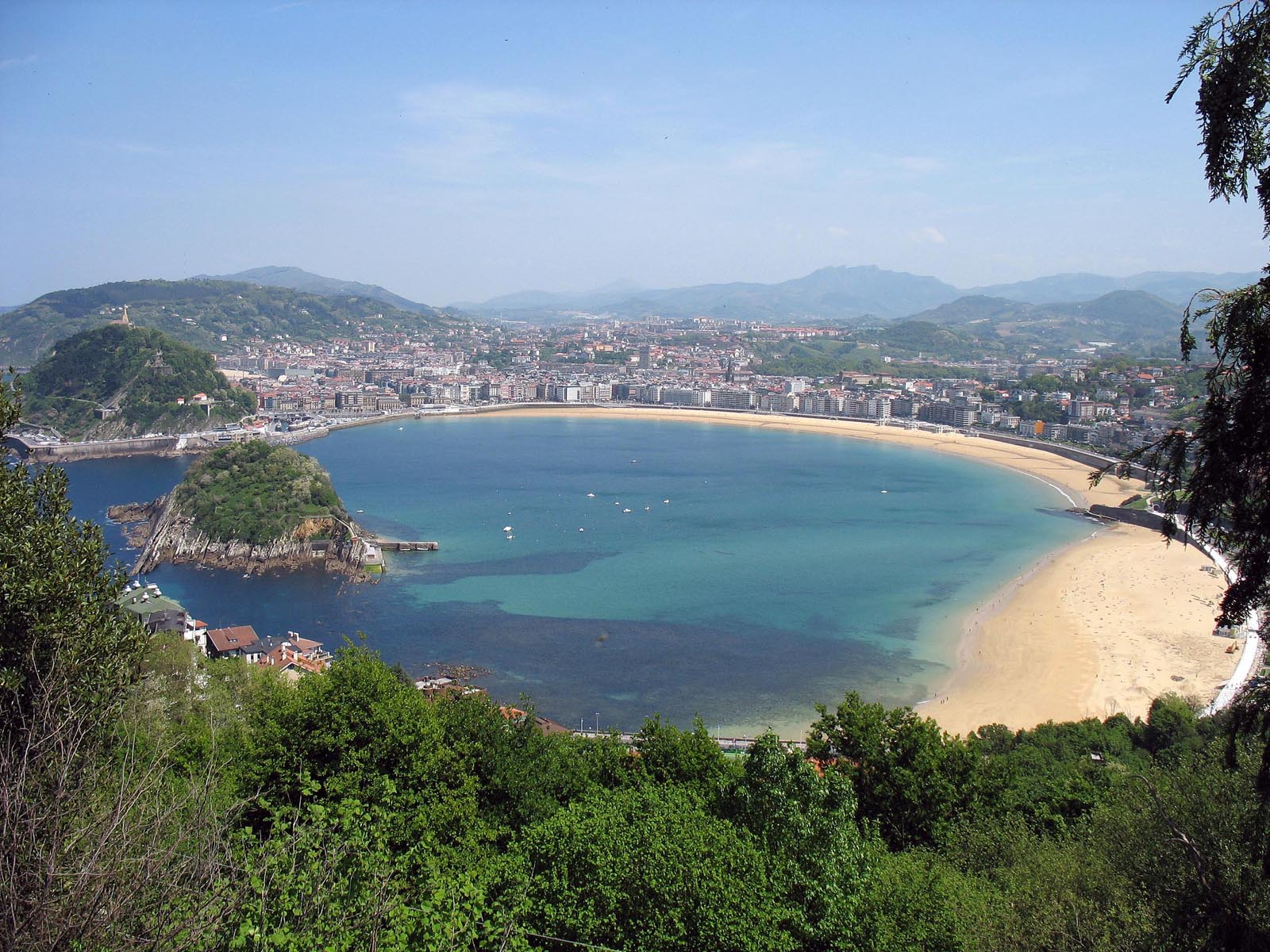
Вид на бухту Ла-Конча и остров Санта-Клара с горы Игельдо
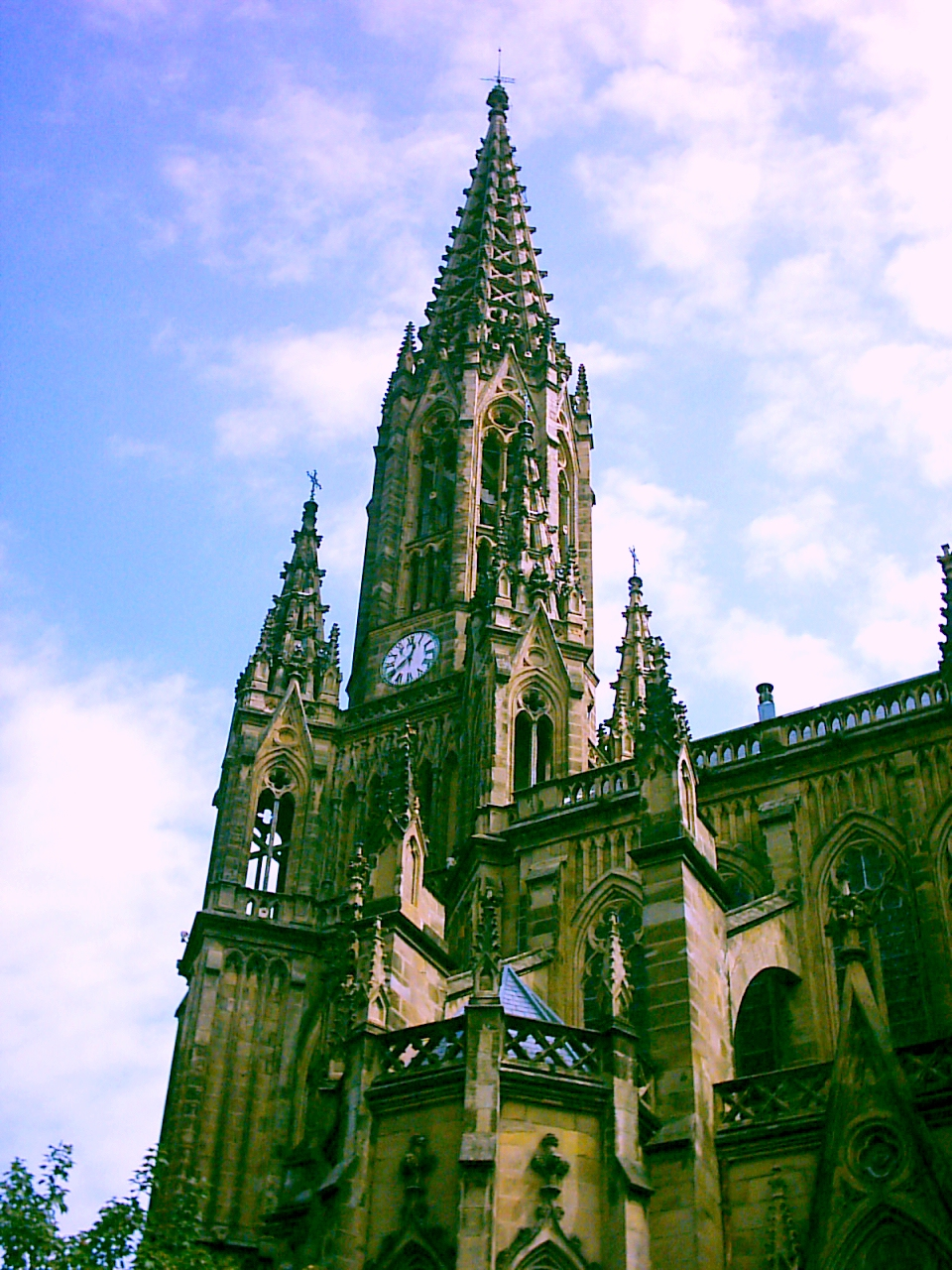
Собор Буэн-Пастор
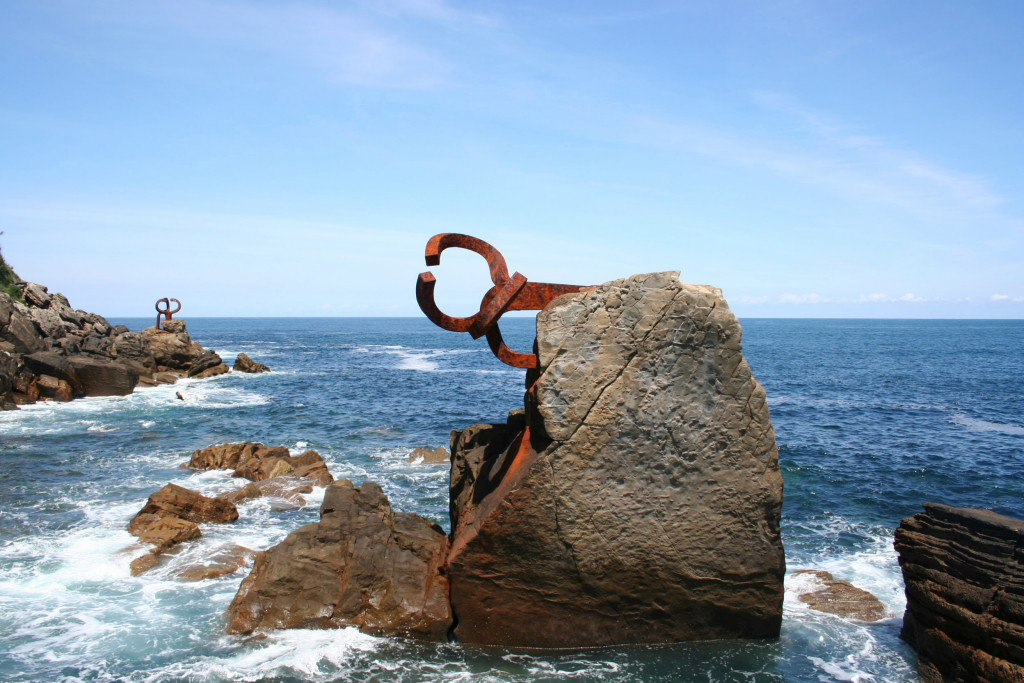
Скульптурная композиция «Гребень ветров» работы Чильиды в парке развлечений
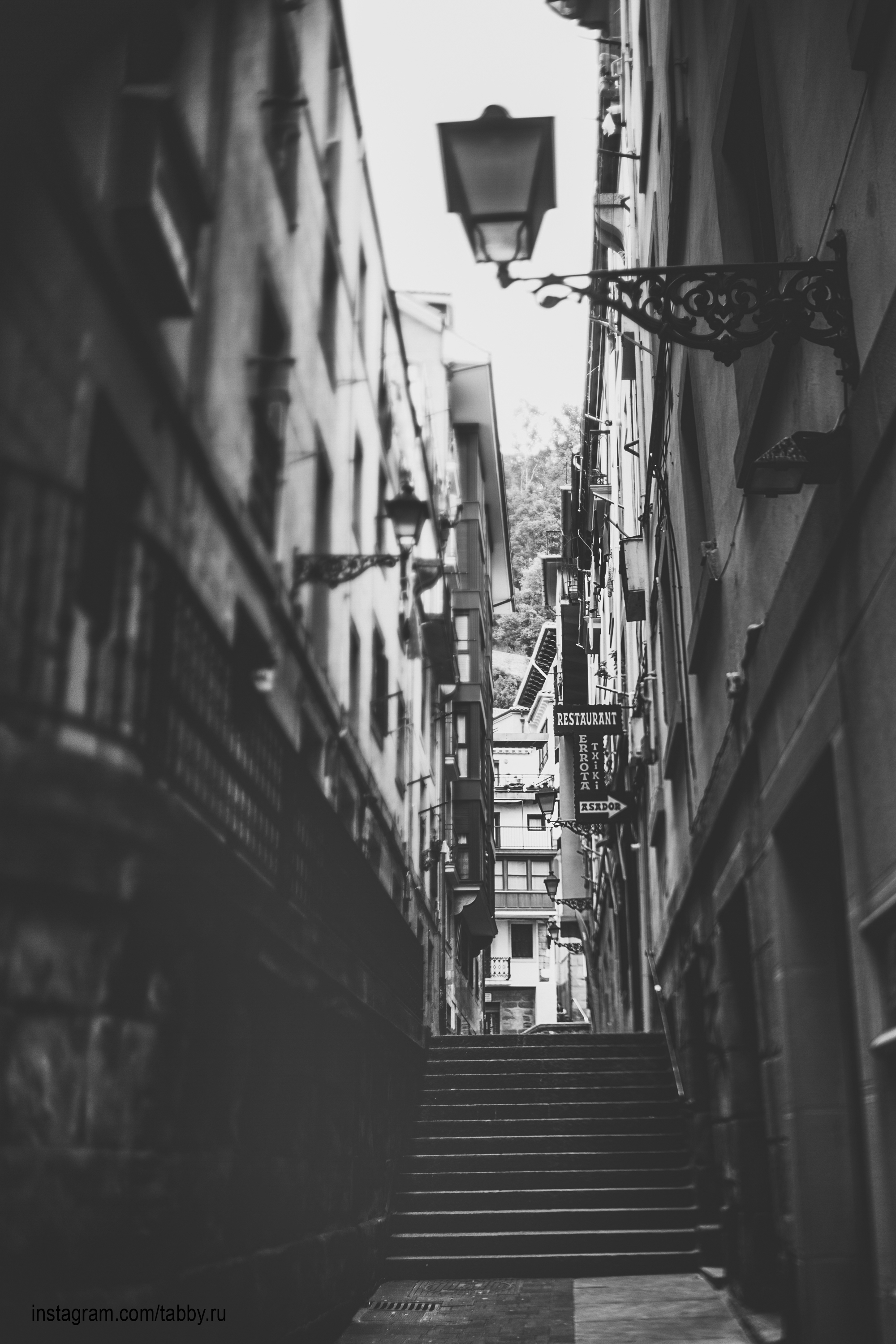
Улица
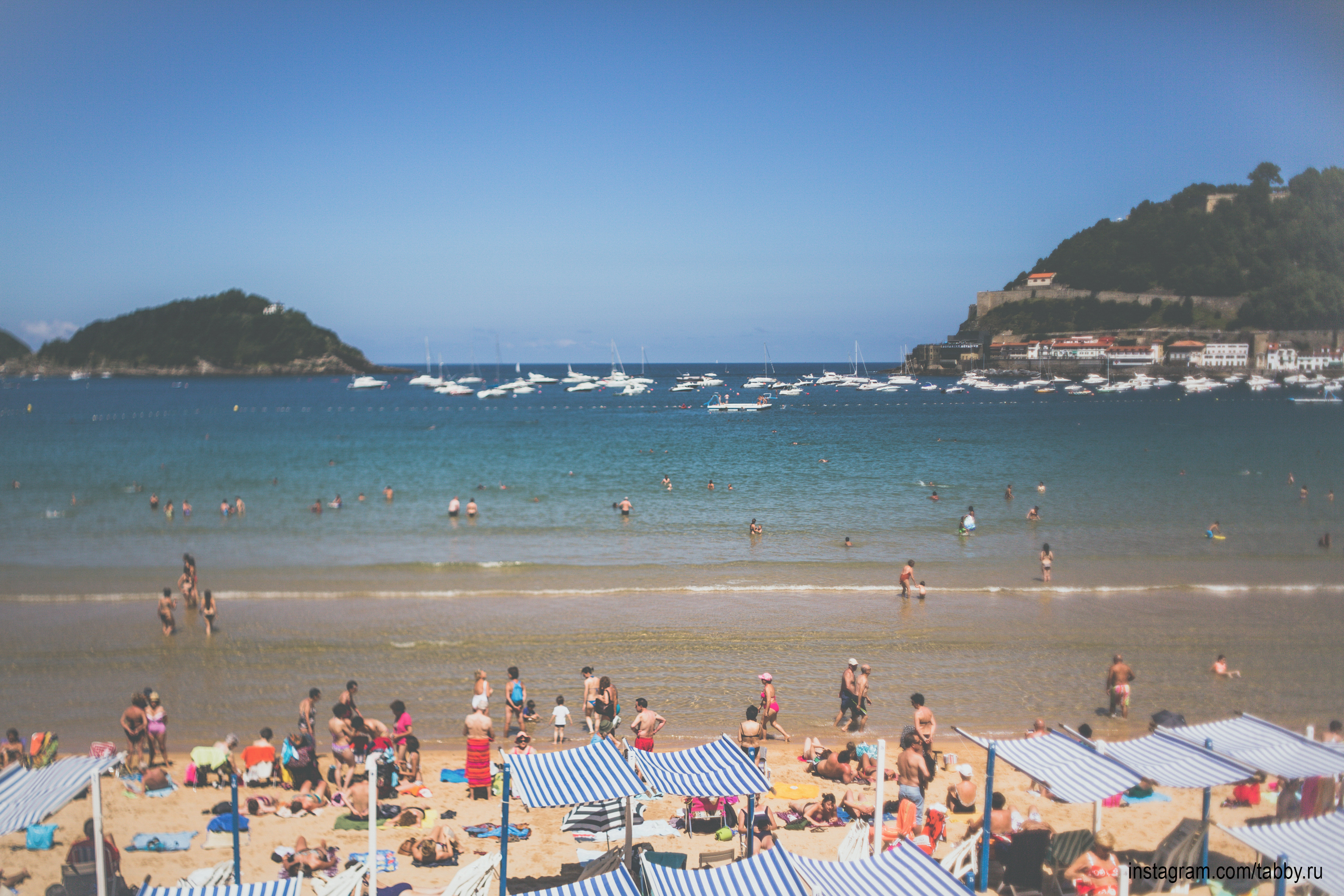
Пляж Ла-Конча
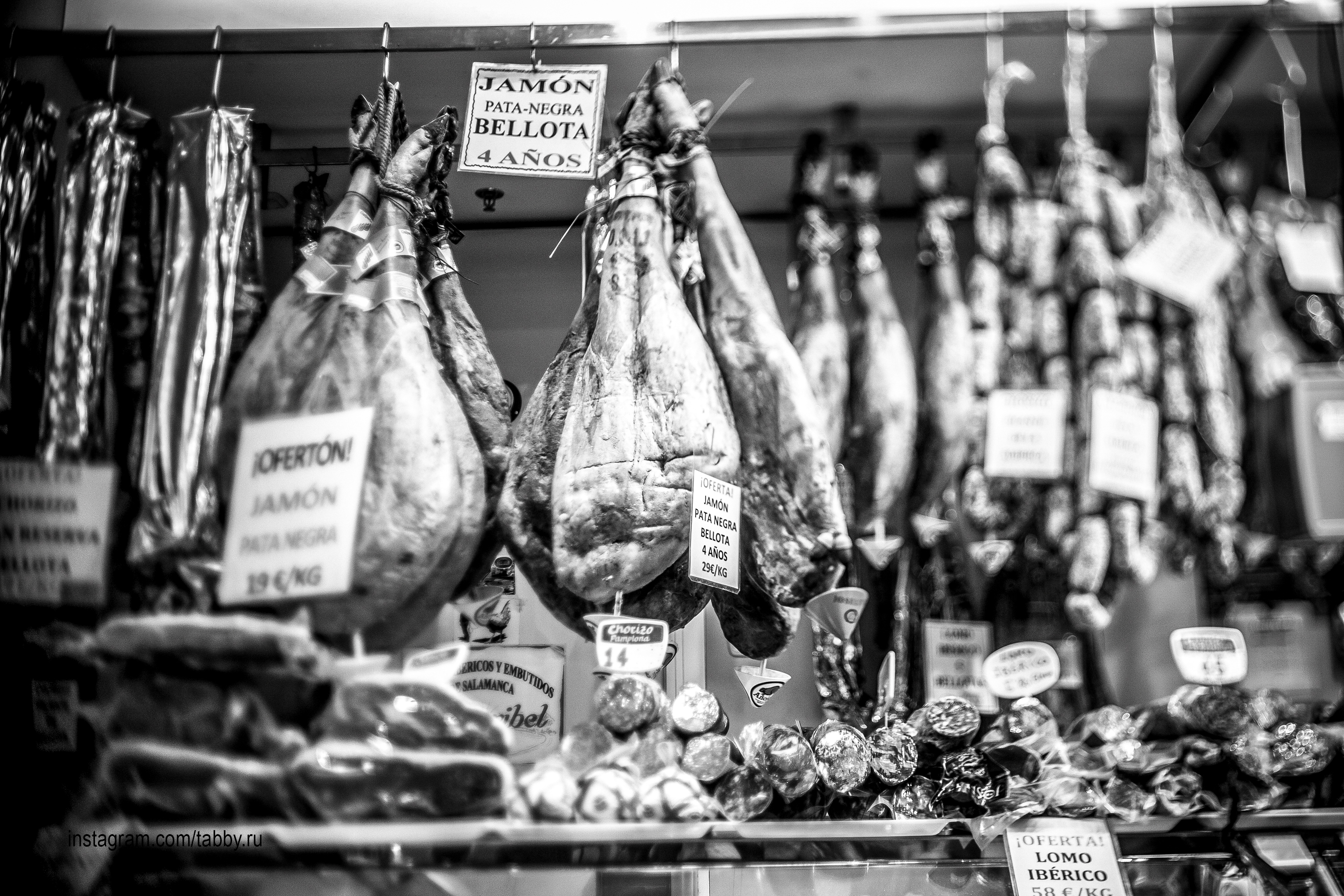
Хамон на рынке
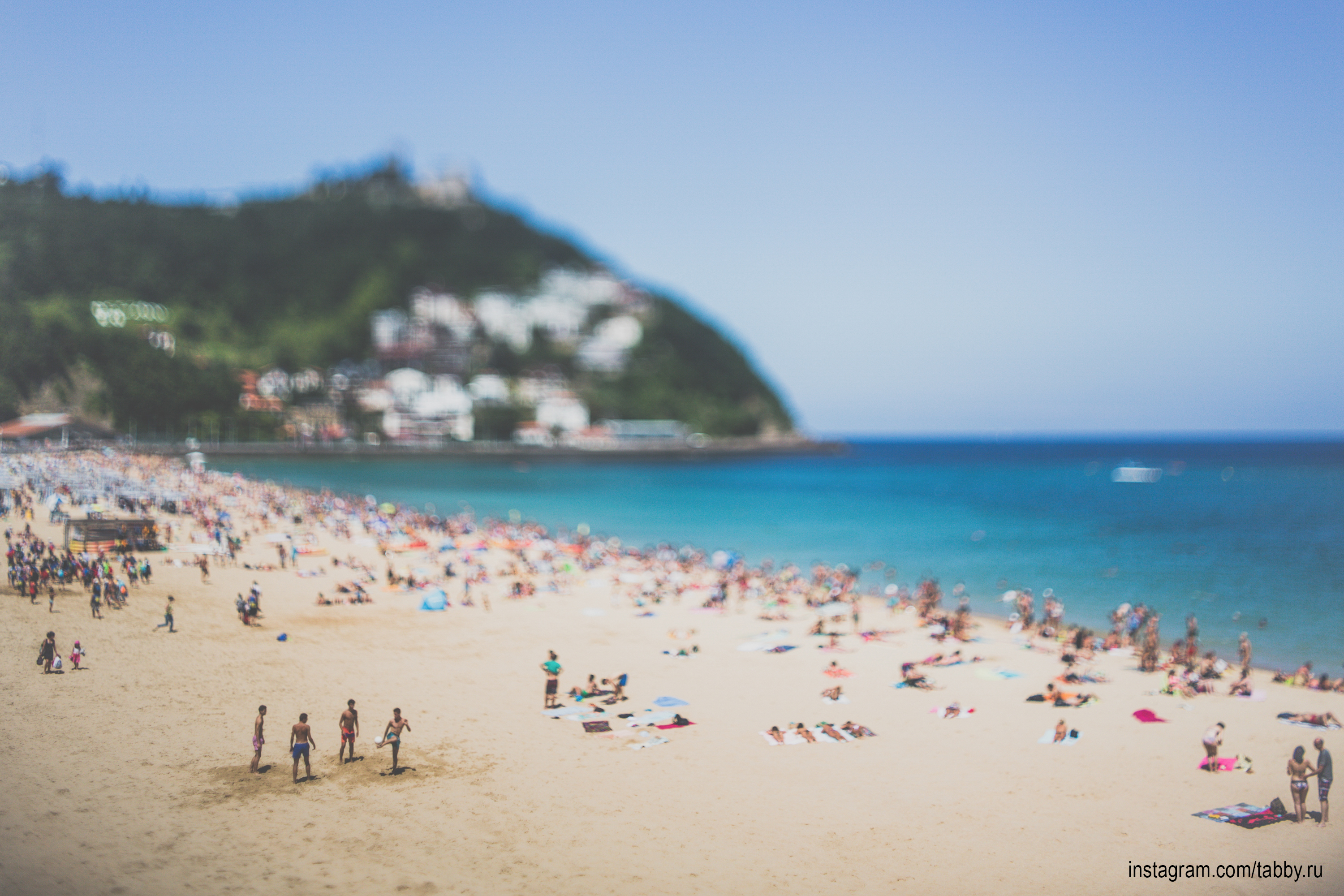
Пляж Ла-Конча, набережная Ондоретта
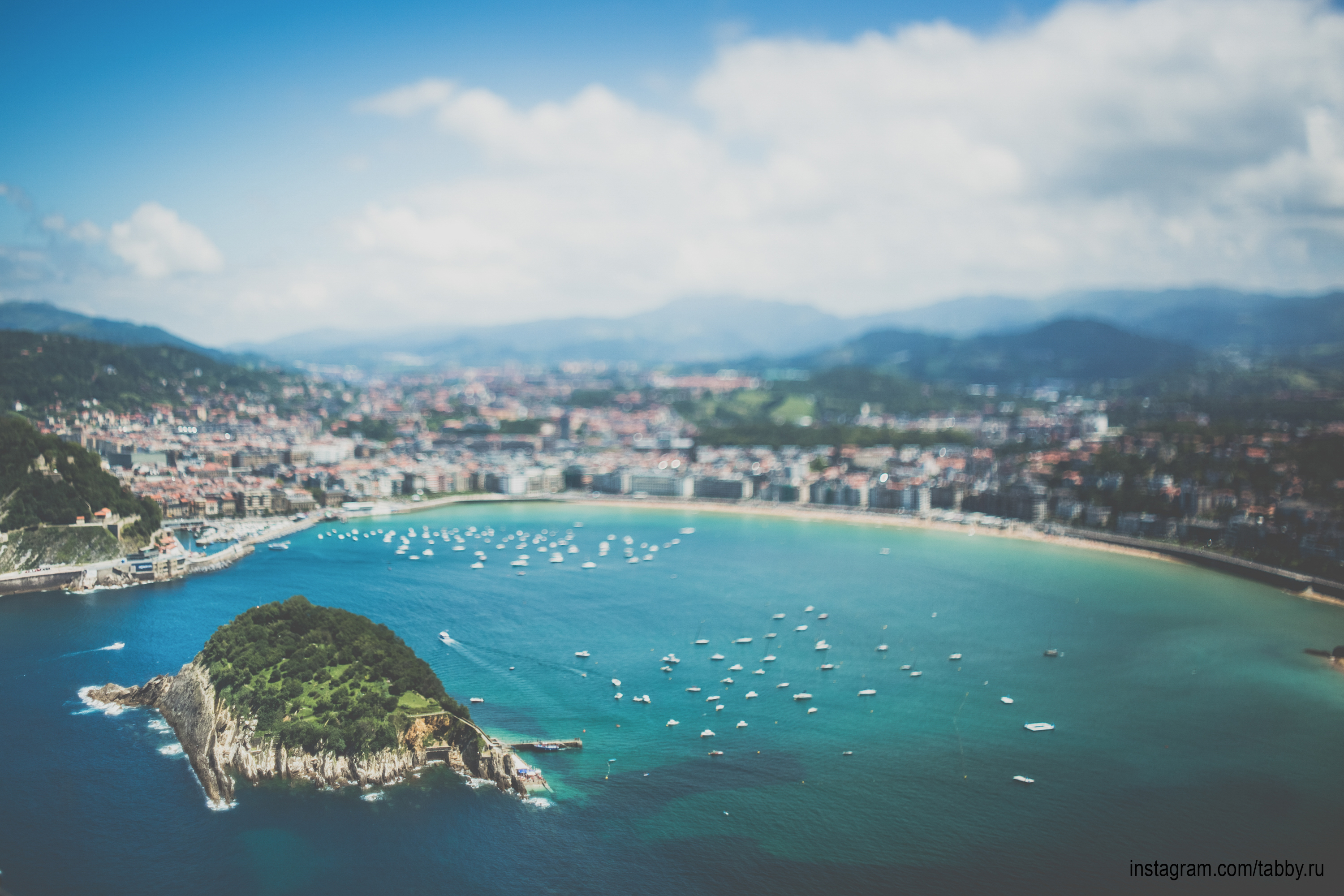
Вид на бухту Ла-Конча и остров Санта-Клара с горы Игельдо
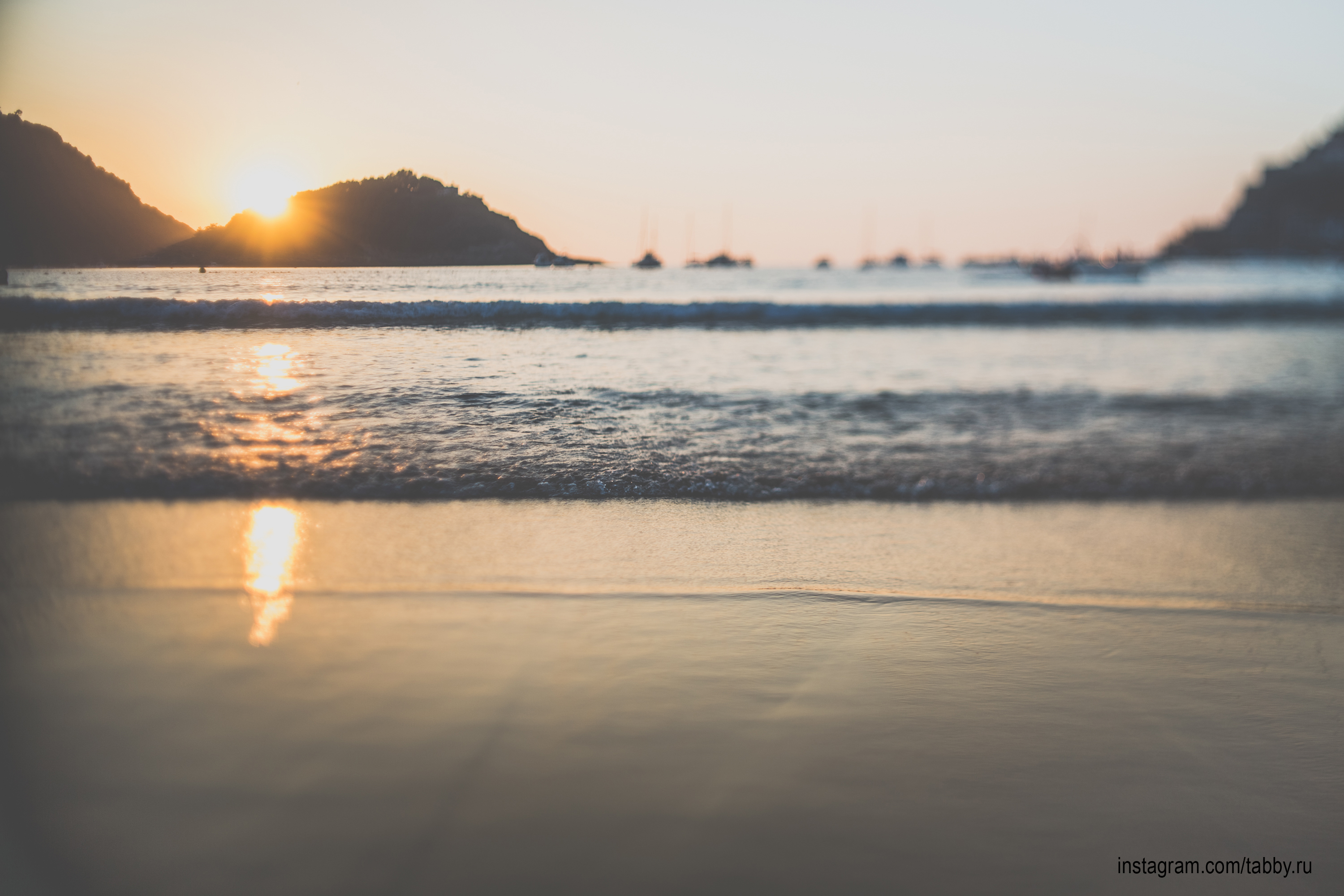
Закат на пляже Ла-Конча